# Heinz Reiche
Heinz Reiche (* 29. Oktober 1919 in Bessen, Kreis Luckau; † 8. Februar 1978) war ein deutscher Politiker und Funktionär der DDR-Blockpartei Demokratische Bauernpartei Deutschlands (DBD).

## Leben
Nach dem Besuch der Volksschule wurde er Ankerwickler. Er nahm am Zweiten Weltkrieg teil und geriet in britische Kriegsgefangenschaft. Später trat er in die DBD ein und lebte als werktätiger Einzelbauer in Lindthal, Kreis Finsterwalde. Von 1954 bis 1958 war er Mitglied der DBD-Fraktion der Volkskammer der DDR.